# هفتاد و دومین مراسم گلدن گلوب
هفتاد و دومین مراسم گلدن گلوب (انگلیسی: 72nd Golden Globe Awards) که نقطه شروع فصل جوایز سینمایی آمریکا و جهان است ۱۱ ژانویه ۲۰۱۵ در هتل بورلی هیلتون شهر بورلی هیلز لس آنجلس کالیفرنیا برگزار شد. فیلم پسربچگی جوایز بهترین فیلم درام، بهترین کارگردانی و بهترین هنرپیشه مکمل زن را بدست آورد.

## نامزدی‌ها و جوایز

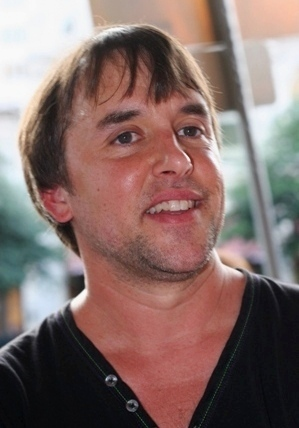
ریچارد لینکلیتر، برنده بهترین کارگردان

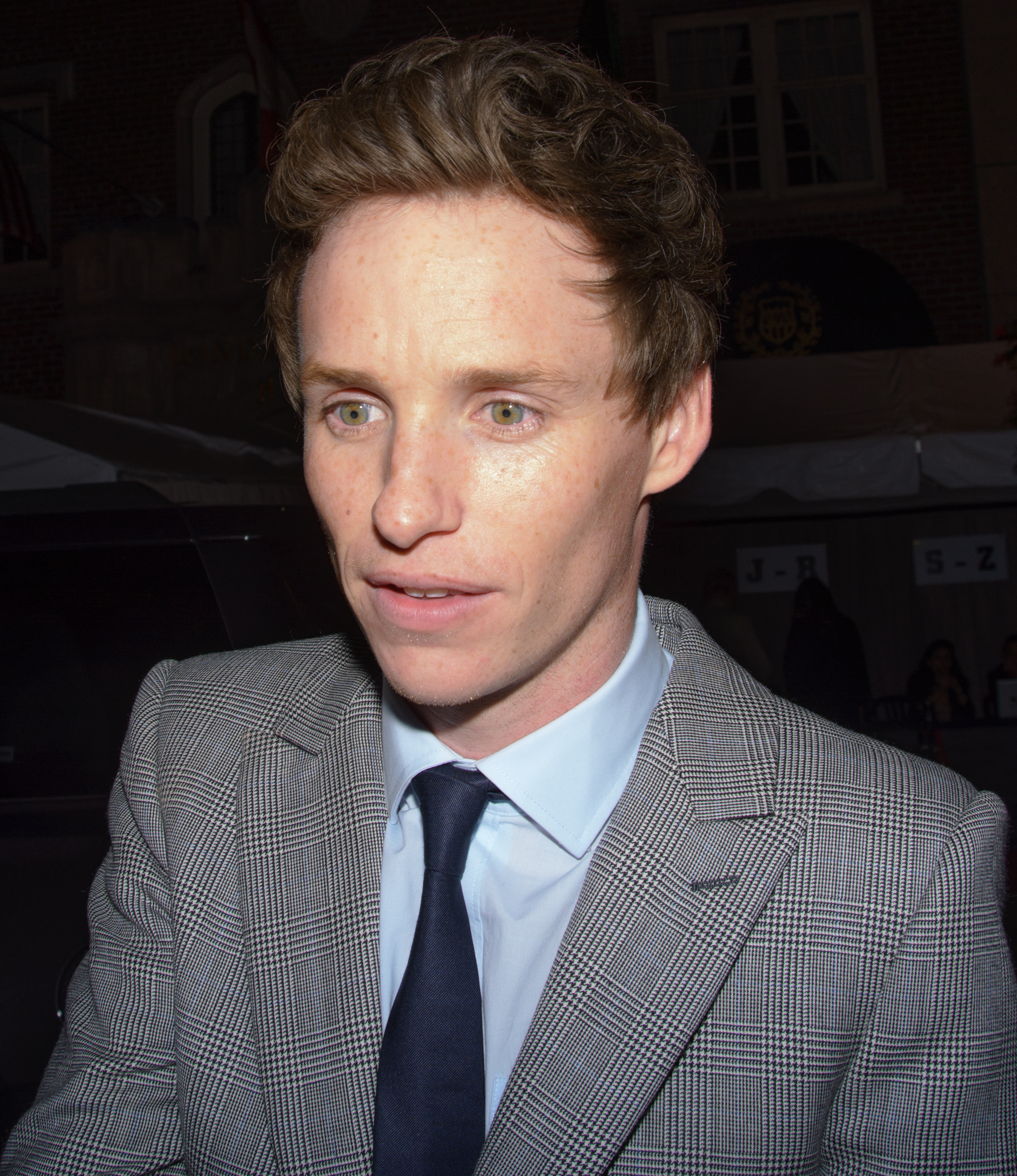
ادی ردمین، بهترین بازیگر نقش اول مرد در یک فیلم درام

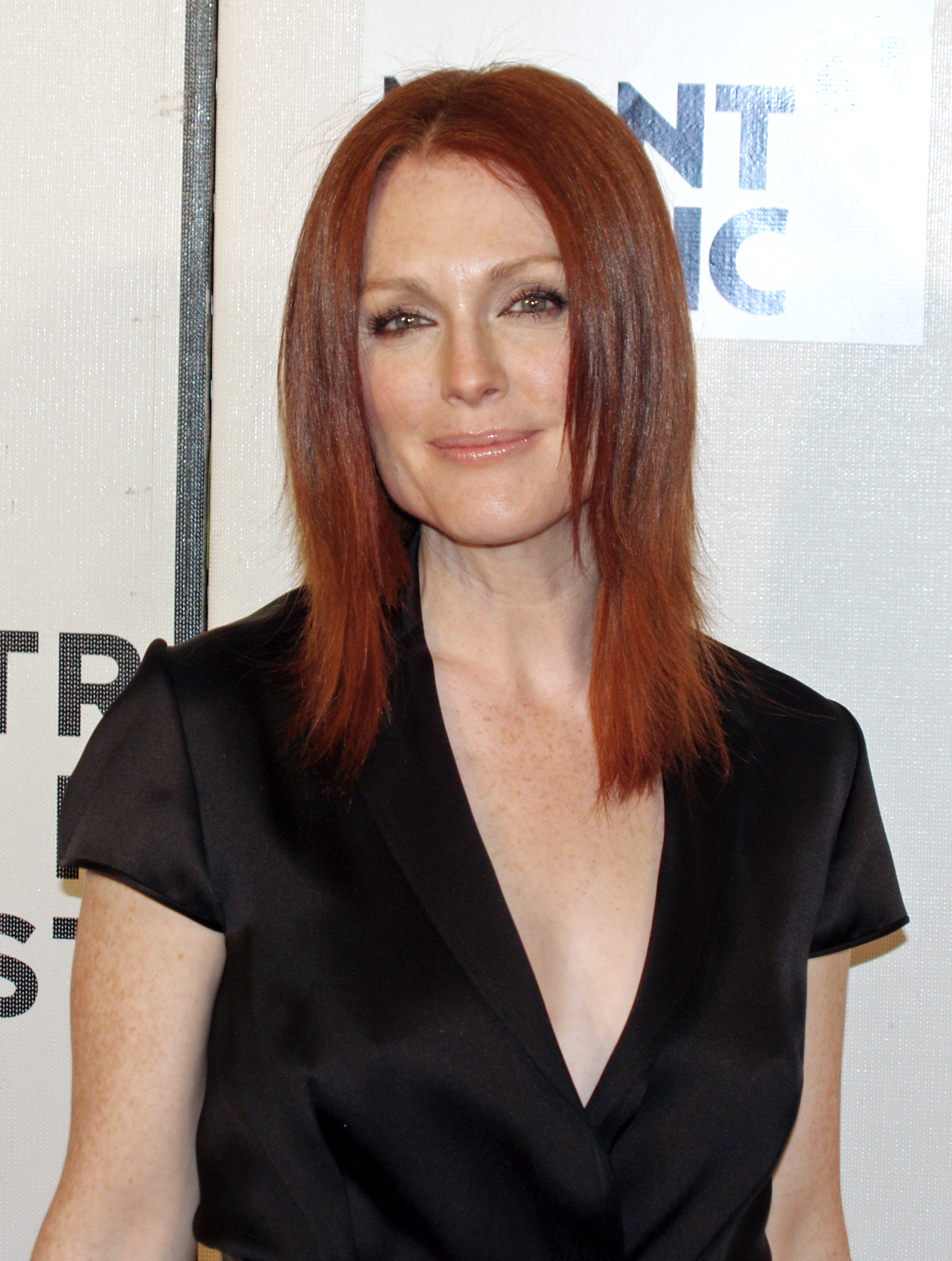
جولیان مور، بهترین بازیگر نقش اول زن در یک فیلم درام

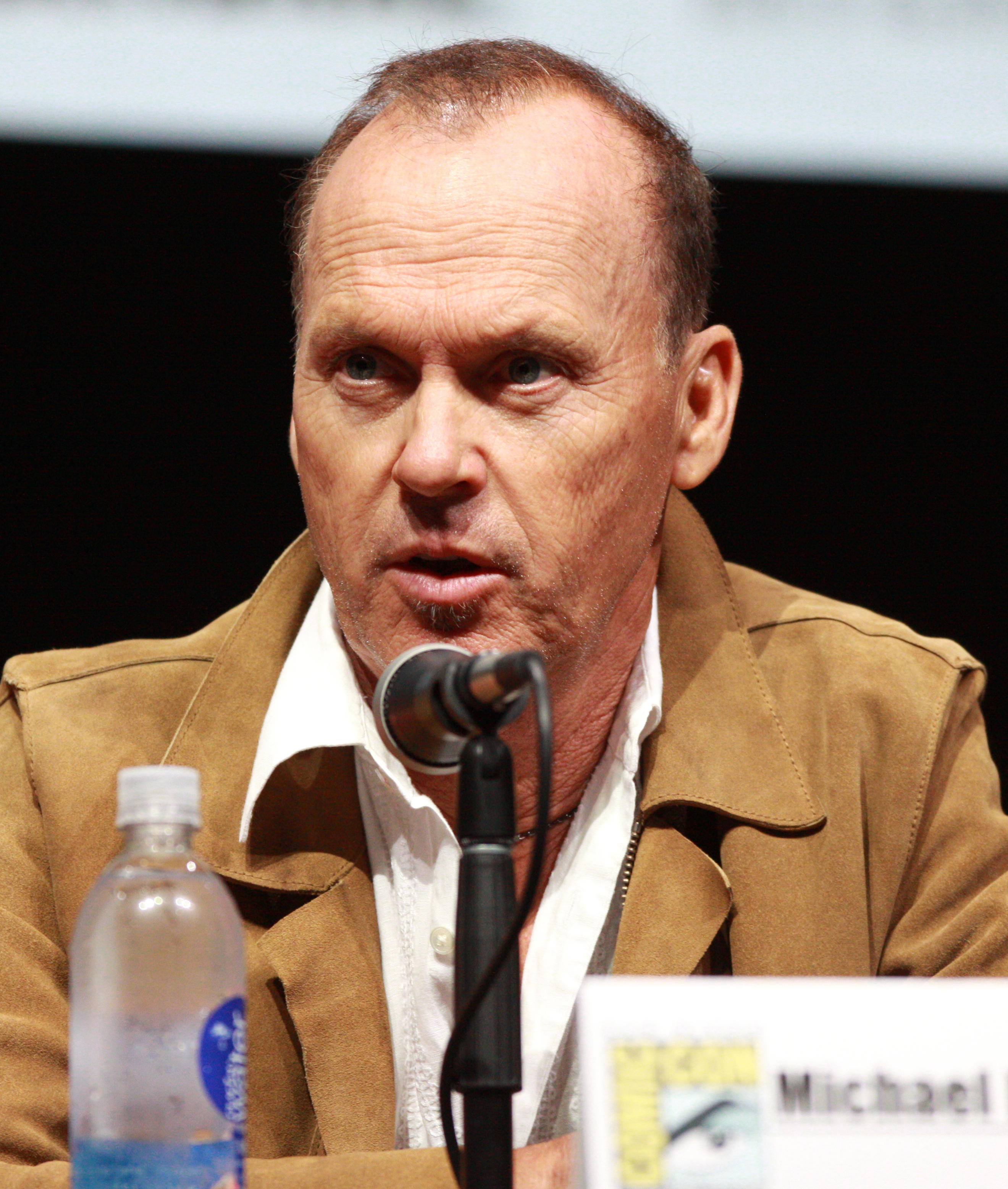
مایکل کیتون، بهترین بازیگر نقش اول مرد در یک فیلم موزیکال یا کمدی

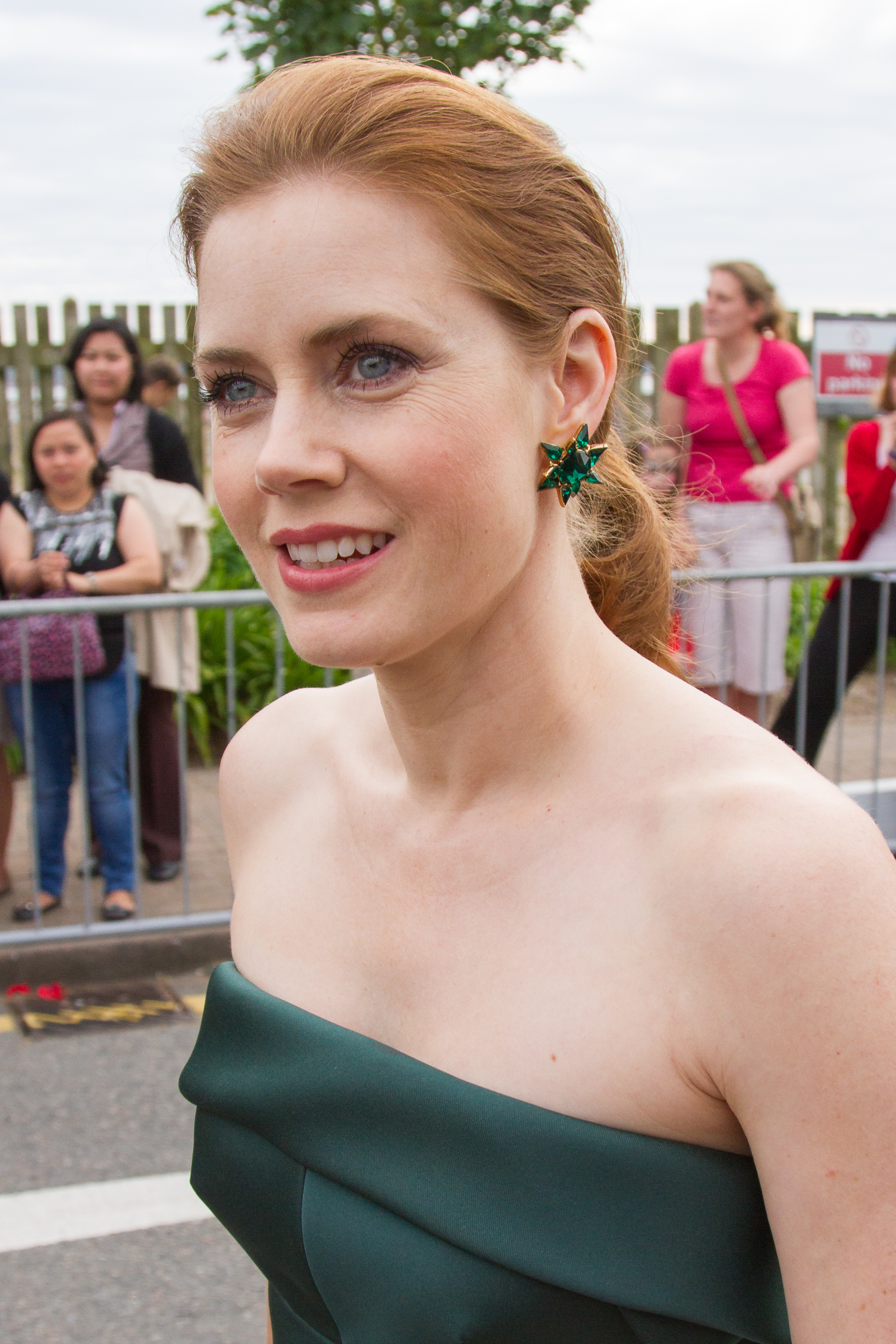
امی آدامز، بهترین بازیگر نقش اول زن در یک فیلم موزیکال یا کمدی

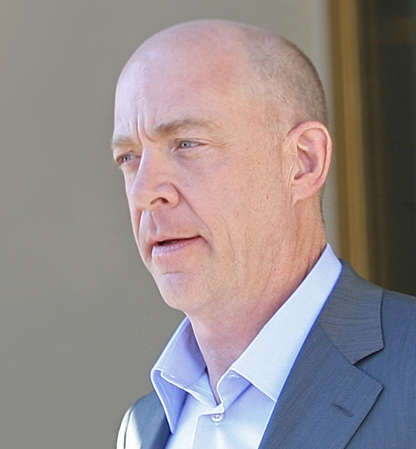
جی کی سیمونس، برنده بهترین بازیگر نقش مکمل مرد

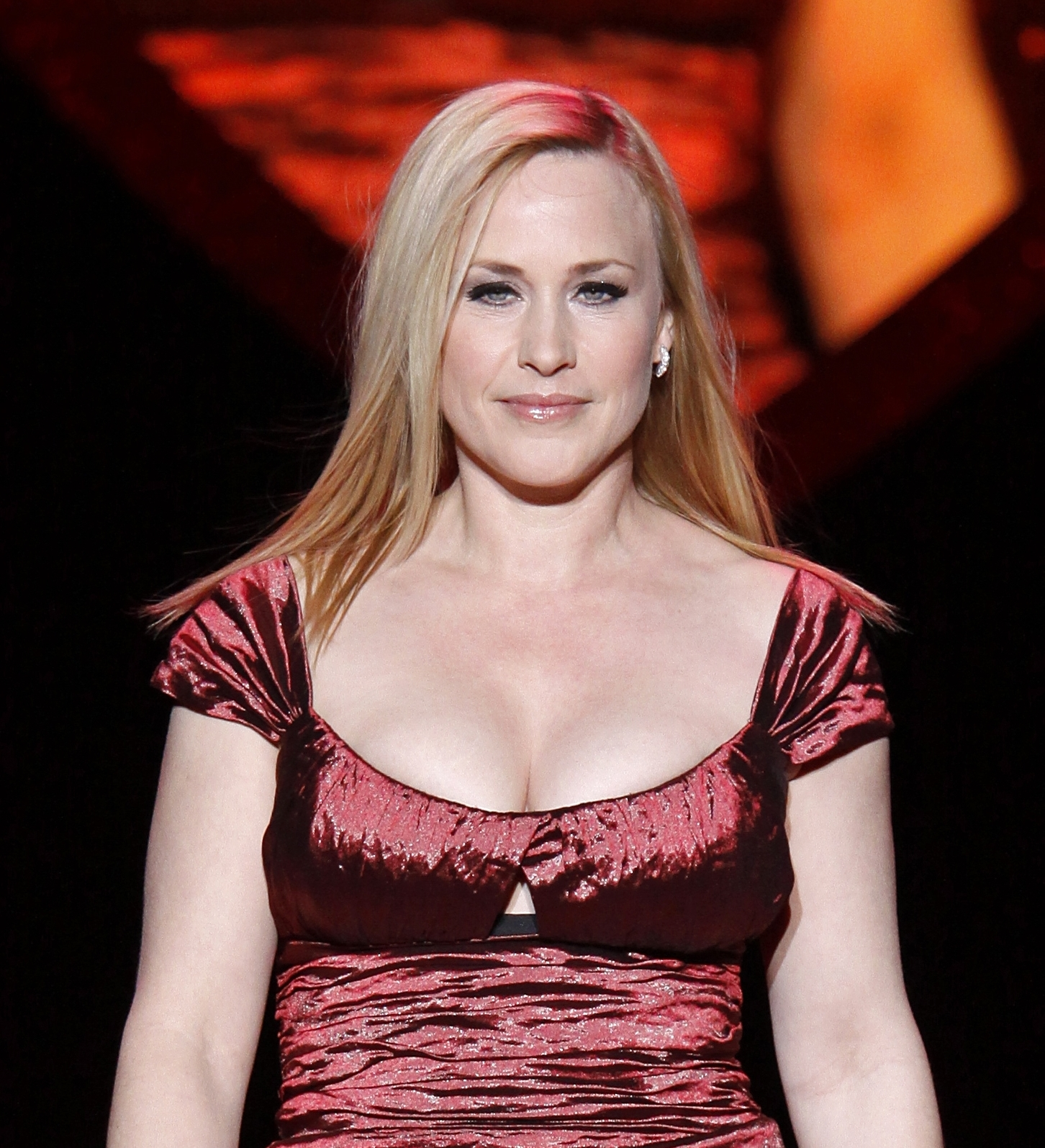
پاتریشا آرکت، برنده بهترین بازیگر نقش مکمل زن

### فیلم
| بهترین فیلم | بهترین فیلم |
| درام | موزیکال یا کمدی |
| --- | --- |
| - پسربچگی - فاکس‌کچر - بازی تقلید - سلما - تئوری همه چیز | - هتل بزرگ بوداپست - مرد پرنده‌ای - درون جنگل - غرور - وینسنت مقدس |
| بهترین اجرای فیلم - درام | |
| بازیگر مرد | بازیگر زن |
| - ادی ردماین – تئوری همه چیز در نقشِ استیون هاوکینگ - استیو کارل – فاکس‌کچر (فیلم) در نقشِ جان الوتر دی‌دونت - بندیکت کامبرباچ – بازی تقلید در نقشِ آلن تورینگ - جیک جیلنهال – نایت‌کراولر در نقشِ لوئیس (لوئی) بلوم - دیوید اویلو – سلما در نقشِ مارتین لوتر کینگ جونیور | - جولیان مور – هنوز آلیس در نقشِ دکتر آلیس هولند - جنیفر آنیستون – کیک در نقشِ کلیر سیمونز - فلیسیتی جونز – تئوری همه چیز در نقشِ جین هاوکینگ - رزاماند پایک – دختر گم‌شده در نقشِ اِیمی الیوت-دان - ریس ویترسپون – وحشی در نقشِ چریل استرید               |
| بهترین اجرای فیلم - موزیکال یا کمدی | |
| بازیگر مرد | بازیگر زن |
| - مایکل کیتون – مرد پرنده‌ای در نقشِ ریگان تامپسون - رالف فاینس – هتل بزرگ بوداپست در نقشِ مونسیر گوستاو اچ. - بیل مری – وینسنت مقدس در نقشِ ویسنت مک‌کِنا - هواکین فینیکس – معاون ذاتی در نقشِ لری «داک» اسپورتِیو - کریستوف والتس – چشمان بزرگ در نقشِ والتر کین         | - امی آدامز – چشمان بزرگ در نقشِ مارگارت کین - امیلی بلانت – درون جنگل در نقشِ همسرِ نانوا - هلن میرن – صد قدم راه در نقشِ مادام مالوری - جولیان مور – نقشه‌های ستاره‌های سینما در نقشِ هاوانا سگراند - کونزنی والیس – آنی در نقشِ آنی بنت                  |
| بهترین اجرای برای نقش مکمل در فیلم- درام، موزیکال یا کمدی | |
| بازیگر نقش مکمل مرد | بازیگر نقش مکمل زن |
| - جی کی سیمونس – Whiplash در نقشِ Terence Fletcher - رابرت دووال – قاضی در نقشِ Judge Joseph Palmer - ایتن هاک – پسربچگی در نقشِ Mason Evans, Sr. - ادوارد نورتون – مرد پرنده‌ای در نقشِ Mike Shiner - مارک رافالو – فاکس‌کچر در نقشِ Dave Schultz                       | - پاتریشا آرکت – پسربچگی در نقشِ Olivia Evans - جسیکا چاستین – یک سال بسیار خشن در نقشِ Anna Morales - کیرا نایتلی – بازی تقلید در نقشِ Joan Clarke - اما استون – مرد پرنده‌ای در نقشِ Sam Thomson - مریل استریپ – درون جنگل در نقشِ The Witch            |
| دیگر | |
| بهترین کارگردانی | بهترین فیلمنامه |
| - ریچارد لینکلیتر – پسربچگی - وس اندرسن – هتل بزرگ بوداپست - آوا داورنای – سلما - دیوید فینچر – دختر گم‌شده - آلخاندرو گونزالز اینیاریتو – مرد پرنده‌ای | - آلخاندرو گونزالز اینیاریتو، Nicolás Giacobone, Armando Bo, Alexander Dinelaris, Jr. – مرد پرنده‌ای - وس اندرسن – هتل بزرگ بوداپست - گیلیان فلین – دختر گم‌شده - ریچارد لینکلیتر – پسربچگی - Graham Moore – بازی تقلید                               |
| بهترین موسیقی متن | بهترین ترانه اورجینال |
| - یوهان یوهانسون – تئوری همه چیز - الکساندر دسپلات – بازی تقلید - ترنت رزنر و آتیکوس راس – دختر گم‌شده - آنتونیو سانچز – مرد پرنده‌ای - هانس زیمر – بین ستاره‌ای | - "افتخار" (جان لجند و کامن) – سلما - "چشمان بزرگ" (لانا دل ری) – چشمان بزرگ - "Mercy Is" (پتی اسمیت و لنی کی) – نوح - "Opportunity" (گرگ کرستین، سیا فارلر، ویل گلوک) – آنی - "Yellow Flicker Beat" (لرد (خواننده)) – عطش مبارزه: زاغ مقلد - بخش ۱ |
| بهترین فیلم انیمیشن | بهترین فیلم غیر انگلیسی‌زبان |
| - چگونه اژدهای خود را تربیت کنید ۲ - فیلم لگو - شش قهرمان بزرگ - کتاب زندگی - عروسک‌های جعبه‌ای | - لویاتان (روسیه) - فورس ماژور (سوئد) - گت: محاکمه ویوین امسالم (اسرائیل) - آیدا (لهستان/دانمارک) - نارنگی‌ها (استونی) |

### فیلم‌هایی با چندین نامزدی
۱۲ فیلم زیر به ترتیب بیشترین نامزد رو ازآن خود کرده‌اند:
| نامزدی‌ها | فیلم             |
| -------- | ---------------- |
| 7        | مرد پرنده‌ای      |
| ۵        | پسربچگی          |
| ۵        | بازی تقلید       |
| ۴        | دختر گم‌شده       |
| ۴        | سلما             |
| ۴        | هتل بزرگ بوداپست |
| ۴        | تئوری همه چیز    |
| ۳        | چشمان بزرگ       |
| ۳        | فاکس‌کچر          |
| ۳        | درون جنگل        |
| ۲        | آنی              |
| ۲        | وینسنت مقدس      |

### فیلم‌هایی با چند جایزه
۳: پسربچگی
۲: مرد پرنده‌ای, تئوری همه چیز